# Piola colombica
Piola colombica är en skalbaggsart som beskrevs av Martins och Maria Helena M. Galileo 1999. Piola colombica ingår i släktet Piola och familjen långhorningar. Inga underarter finns listade i Catalogue of Life.